# John Philip Du Cane

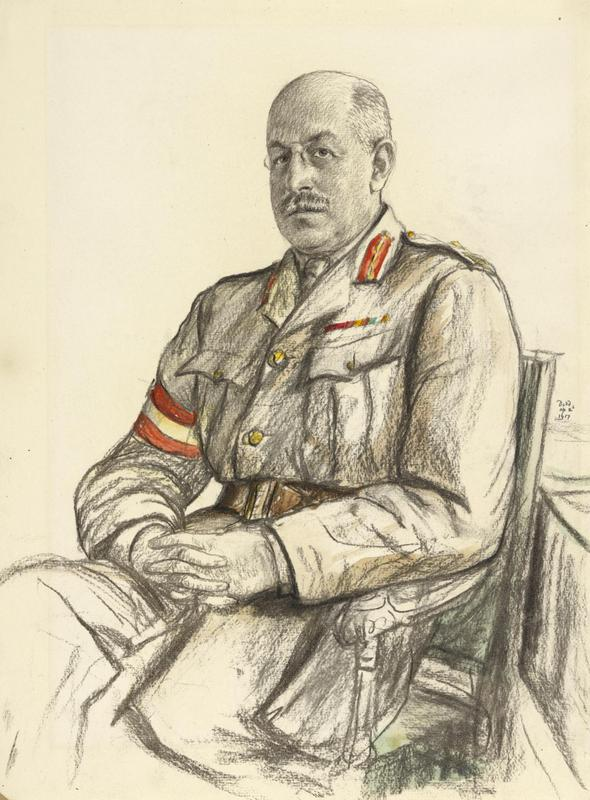
John Philip Du Cane

Sir John Philip Du Cane KCB (* 5. Mai 1865 in South Kensington; † 5. April 1947 in Westminster (London)) war ein britischer General und Gouverneur von Malta.

## Leben
Der 1865 als Sohn von Sir Charles Du Cane of Braxted Park und Georgiana Susan Copley, einer Tochter von John Singleton Copley, 1. Baron Lyndhurst, geborene Du Cane trat im Jahr 1884 in die Royal Artillery ein. Er nahm am Zweiten Burenkrieg teil und erhielt 1911 das Kommando über die Artillerie der britischen 3. Infanteriedivision. Zu Beginn des Ersten Weltkrieges versah der mittlerweile zum Brigadier beförderte Du Cane seinen Dienst im Stab des III. Korps der British Army. 1915 wurde er zum Major-General befördert und in das Oberkommando (General Headquarters) der britischen Streitkräfte versetzt. Nach einer kurzzeitigen Verwendung im Munitionsministerium (Ministry of Munitions) übernahm er Ende September 1916 das Kommando über das in der Schlacht an der Somme involvierte XV. Korps. In dieser Funktion war er wesentlich an der Vorbereitung der Operation Hush, der geplanten Besetzung der belgischen Küste, beteiligt. Die Operation wurde nach der Dritten Flandernschlacht abgesetzt.
Nach Ende des Krieges wurde Du Cane 1920 zum Master-General of the Ordnance ernannt. In dieser Funktion war er für die Artillerie, das Befestigungswesen, Nachschub und Transport sowie den Sanitätsdienst der British Army verantwortlich. 1923 übernahm er als General Officer Commanding-in-Chief das Oberkommando über das Western Command, doch bereits im Folgejahr wurde ihm das Kommando über die Britische Rheinarmee übertragen, das er bis 1927 ausübte. In diesem Jahr wurde er Gouverneur und Oberkommandierender (Governor and Commander-in-Chief) von Malta. 1931 trat er in den Ruhestand.
Von 1926 bis 1930 war Du Cane auch Aide-de-Camp General des britischen Königs. Dieser 1910 eingeführte Aide-de-camp war ein militärischer Ehrentitel für dienstältere britische Generale. Seine Aufgaben waren zeremonieller Natur, eine militärische oder beratende Funktion war mit diesem Amt nicht verbunden. Du Cane war ebenfalls Mitglied der Grand Priory in the British Realm of the Venerable Order of the Hospital of St. John of Jerusalem. Er war mit Ethel Georgina Mary Chapman verheiratet. In den 1930er Jahren betätigte sich Du Cane als Lobbyist englisch-südafrikanischer Bergbauunternehmen.